# Mario Moretti
Mario Moretti (Porto San Giorgio, 16 gennaio 1946) è un terrorista italiano, uno dei componenti del nucleo storico delle Brigate Rosse durante gli anni di piombo.
Mai dissociatosi e mai pentitosi, dopo essere stato tra i componenti iniziali del CPM (Collettivo Politico Metropolitano), entrò a far parte delle Brigate Rosse nel 1971 distinguendosi subito per le capacità organizzative e la determinazione e divenendo membro del Comitato Esecutivo dell'organizzazione. Clandestino dal 1972, dopo l'arresto o la morte dei principali militanti del cosiddetto "nucleo storico", divenne dal 1976 il dirigente più esperto e importante delle Brigate Rosse contribuendo in modo decisivo all'incremento dell'efficienza operativa del gruppo terroristico. In alcuni contesti informali era chiamato La Sfinge.
Grande organizzatore, Mario Moretti ebbe un ruolo fondamentale nella costituzione delle nuove colonne brigatiste di Genova e di Roma, nel miglioramento delle strutture logistiche e dell'equipaggiamento, nell'instaurazione di rapporti con gruppi eversivi stranieri, e fu soprattutto il principale responsabile della pianificazione e dell'esecuzione del rapimento di Aldo Moro, guidando il nucleo armato brigatista nell'agguato di via Fani e interrogando personalmente l'uomo politico sequestrato. Nel 1993 ha dichiarato di essere stato l'esecutore materiale dell'assassinio.
Dopo la tragica fine del sequestro, Moretti, insieme agli altri membri del Comitato Esecutivo, cercò di proseguire la lotta armata e si sforzò di mantenere la coesione delle Brigate Rosse, nonostante i primi dissidi interni e la crescente attività di contrasto delle forze dell'ordine. Arrestato a Milano il 4 aprile 1981, dopo nove anni di clandestinità, è stato condannato a sei ergastoli; nel 1987 ammise pubblicamente il fallimento della lotta armata pur senza mai dissociarsi né collaborare con gli inquirenti. Dal 1997 è in semilibertà.

## Biografia

### Da Porto San Giorgio a Milano
Nelle sue memorie Mario Moretti ha descritto i suoi anni di infanzia e di giovinezza trascorsi nella cittadina natale di Porto San Giorgio, all'epoca facente parte della provincia di Ascoli Piceno. I suoi genitori erano "poveri, a casa si mangiava soprattutto pane e mortadella"; il padre "votava comunista", e tra la popolazione, costituita soprattutto da pescatori e operai delle fabbriche di calzature e di meccanica del Fermano, erano forti i sentimenti antifascisti. Egli parla della sua infanzia come di un "periodo felice", trascorso tra il mare, la campagna e un castello vicino alla sua casa.
Sergio Flamigni nella sua biografia, e altri autori, hanno invece smentito in parte questa ricostruzione. La famiglia di Moretti era di estrazione piccolo-borghese e non proletaria: il padre era mediatore nel commercio del bestiame, la madre insegnante di musica. Flamigni non ritiene di cogliere nelle tradizioni familiari legami con il comunismo e al contrario considera molto forti le influenze cattoliche conservatrici; due zii sarebbero stati fascisti.
Moretti frequentò la Scuola Elementare di Porto San Giorgio e le Scuole Medie di Macerata; mostrò un limitato entusiasmo per gli studi, ma entrò ugualmente nel 1961 all'Istituto Tecnico Tecnologico Girolamo e Margherita Montani di Fermo. Nonostante le difficoltà economiche successive alla morte del padre avvenuta nel 1962, Moretti poté continuare gli studi grazie alla madre, che riprese a insegnare, e soprattutto ai contributi filantropici della marchesa Anna Casati Stampa. La zia di Moretti lavorava come portinaia nel palazzo dei marchesi Casati Stampa in via Torino a Milano e riuscì a ottenere l'aiuto economico dei due benefattori che permise di completare gli studi al giovane e alle due sorelle. Nel luglio del '66 Moretti si diplomò perito in telecomunicazioni all'ITI Montani di Fermo. Nei ricordi di amici d'infanzia, insegnanti e studenti, riferiti da Flamigni, sembra che Moretti fosse un ragazzo "timido, molto composto, vestito abbastanza bene", non particolarmente interessato alla politica, estraneo al Movimento studentesco e di idee conservatrici.
Dopo aver conseguito il diploma, Moretti all'inizio del 1966 si trasferì a Milano in cerca di lavoro, e visse inizialmente con gli zii nel palazzo dei Casati Stampa. Ha in tasca due lettere di raccomandazione: una del rettore del convitto di Fermo, Ottorino Prosperi, per un posto all'Università Cattolica, l'altra della marchesa Anna Casati Stampa, per un impiego alla SIT Siemens; dopo un breve periodo di lavoro alla Ceiet, una società di impianti telefonici, nel gennaio 1967 fu assunto come tecnico alla SIT Siemens grazie anche alla lettera di raccomandazione. Dopo l'assunzione in fabbrica riprese gli studi, iscrivendosi nell'ottobre 1967 alla Facoltà di Economia e Commercio dell'Università Cattolica di Milano con un attestato di «sane idee religiose e politiche» firmato dal viceparroco di Porto San Giorgio. Il più brillante esame sostenuto da Moretti studente universitario è Esposizione della dottrina e della morale cattolica, docente Don Luigi Giussani, futuro ideologo e fondatore del movimento di Comunione e Liberazione. Moretti partecipava ai corsi serali dopo il lavoro ma senza grandi risultati; l'università peraltro era in fermento ed egli venne in contatto con i nuovi movimenti di protesta studenteschi.

### Inizi della lotta armata
A Milano, lavorando nella SIT-Siemens, come impiegato tecnico addetto al collaudo di Ponti Radio, diretto da Cadice, Moretti, dalla seconda metà del 1968 ma soprattutto nel corso delle manifestazioni per il rinnovo contrattuale dei metalmeccanici nel 1969, entrò in contatto con la realtà operaia, percorsa da grande conflittualità di classe, delle grandi fabbriche del nord e divenne amico di alcuni colleghi di lavoro come Corrado Alunni, Giorgio Semeria e Paola Besuschio. Dallo stesso stabilimento proverranno anche Pierluigi Zuffada, Giuliano Isa e Umberto Farioli, futuri militanti delle Brigate Rosse. Egli partecipò subito alla costituzione e all'attività del primo cosiddetto "Gruppo di studio operai-impiegati", un'organizzazione di base, estranea ai sindacati ufficiali costituita da tecnici politicizzati decisi a sviluppare i movimenti di protesta estremistici di estrema sinistra in collegamento con le organizzazioni autonome operaie. Secondo alcune testimonianze, riportate da Sergio Flamigni, Moretti all'interno del Gruppo di studio, sosteneva posizioni radicali dirette a superare una fase puramente sindacale-rivendicativa.

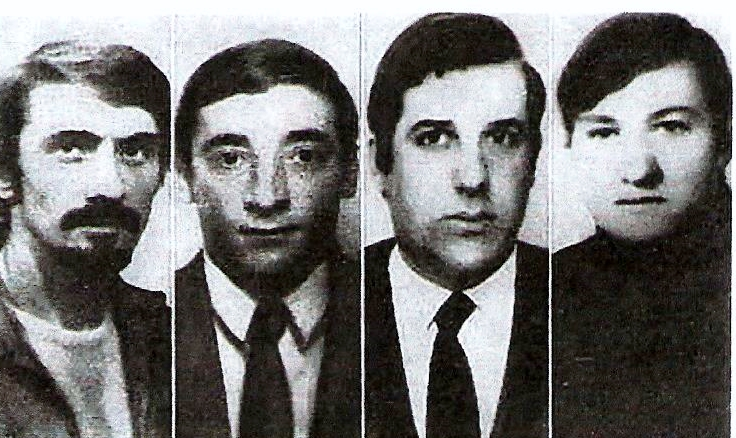
Nel maggio 1974 vennero diffuse dagli inquirenti le foto di alcuni dei presunti capi delle Brigate Rosse: il secondo da sinistra è Mario Moretti. Gli altri tre sono: Piero Morlacchi, Renato Curcio e Alfredo Bonavita.

Nel 1969 Mario Moretti compì alcune scelte decisive: fu tra i fondatori del cosiddetto Collettivo Politico Metropolitano, l'organizzazione costituita su impulso principalmente di Renato Curcio e Corrado Simioni per sviluppare l'estremismo verso sbocchi rivoluzionari e verso la lotta armata; visse la sua prima esperienza di vita comunitaria partecipando alla Comune di Piazza Stuparich insieme alla sua compagna Amelia Cochetti che sposerà il 29 settembre 1969 e da cui avrà presto un figlio, Marcello Massimo; prese parte nel novembre 1969 al convegno di Chiavari dell'albergo "Stella Maris" a cui furono presenti anche i componenti del cosiddetto gruppo reggiano dell'"appartamento" e in cui si discusse apertamente di lotta armata. Moretti, nei ricordi di chi lo conobbe, appariva "razionale, metodico, preciso, con un grosso senso del dovere".
Ben presto all'interno del CPM si accesero contrasti sull'organizzazione e lo sviluppo della lotta armata; Curcio, la moglie Margherita Cagol e i membri del gruppo reggiano respinsero le proposte di Simioni incentrate sulla segretezza; mentre anche Moretti criticò le posizioni troppo militariste e attendiste e preferì uscire dal Collettivo Politico Metropolitano insieme a Corrado Alunni e Paola Besuschio. Egli non partecipò al convegno di Pecorile dell'agosto 1970, che segnò la dissoluzione del CPM e la costituzione delle Brigate Rosse, e non fu coinvolto nelle prime azioni dimostrative all'interno delle fabbriche milanesi.
Mario Moretti si avvicinò alle Brigate Rosse nella primavera 1971; egli condivideva l'obiettivo dell'organizzazione di favorire l'inserimento dei militanti all'interno delle fabbriche per sostenere le lotte operaie, e approvava le azioni violente immediate a scopo di propaganda e proselitismo. Dopo alcuni incontri con Renato Curcio e Alberto Franceschini, Moretti ed altri del suo gruppo, tra cui Alunni, Zuffada e la Besuschio, entrarono nelle Brigate Rosse e sollecitarono un'intensificazione della lotta armata. Moretti divenne subito uno dei militanti più importanti per la sua capacità teorica e per la forte determinazione a potenziare l'azione pratica; fu lui che propose i primi sequestri di persona dimostrativi.
Mario Moretti conosciuto con il nome di battaglia di "Nico", prese parte alla sua prima azione con le Brigate Rosse rapinando insieme ad altri tre compagni una filiale della banca di Trento e Bolzano a Pergine Valsugana il 30 luglio 1971, mentre il 4 dicembre 1971 partecipò, insieme a due militanti, ad un'altra rapina a Milano nel grande magazzino Coin di corso Vercelli.
Da settembre dello stesso anno si era già dimesso dalla SIT-Siemens ma era rimasto a vivere con la moglie e il figlio a Milano divenendo un "regolare legale" non clandestino.

### In clandestinità

Il sequestrato Idalgo Macchiarini. Fu Mario Moretti a scattare la foto mentre Alberto Franceschini impugnava la pistola.

Il 3 marzo 1972 le Brigate Rosse sequestrarono per poche ore l'ingegner Idalgo Macchiarini, dirigente della SIT-Siemens, e Mario Moretti fece parte, insieme ad Alberto Franceschini, Alfredo Bonavita e Giacomo Cattaneo, del nucleo brigatista che effettuò il rapimento, interrogò il sequestrato e lo fotografò con un cartello propagandistico al collo prima di rilasciarlo. Poche settimane più tardi tuttavia le autorità di polizia raggiunsero i primi importanti risultati nel contrasto al misterioso gruppo eversivo: il 2 maggio 1972 vennero scoperte a Milano alcune basi, furono identificati molti membri e arrestati alcuni militanti. Anche Mario Moretti rischiò di essere arrestato e solo fortunosamente sfuggi alla cattura all'esterno dell'appartamento di via Boiardo; egli era stato ormai individuato dagli inquirenti e il 4 maggio 1972 venne emesso nei suoi confronti il primo mandato di cattura; Moretti entrò quindi in clandestinità abbandonando la moglie e il figlio che non avrebbe più rivisto per quasi dieci anni.
Dopo questa prima sconfitta i dirigenti principali delle Brigate Rosse, ormai tutti clandestini, riorganizzarono il gruppo rafforzando la compartimentazione e le misure di sicurezza e costituendo le "colonne", la "Direzione strategica" e il cosiddetto "Comitato Esecutivo", che divenne l'organo di direzione più importante. Mario Moretti entrò a far parte subito del nuovo Comitato insieme a Renato Curcio, Alberto Franceschini e Piero Morlacchi. Venne anche deciso di estendere territorialmente l'attività del gruppo costituendo a Torino una seconda colonna, dopo quella milanese: Curcio e la moglie Margherita Cagol si trasferirono quindi nel capoluogo piemontese, mentre Moretti, Franceschini e Morlacchi rimasero inizialmente a Milano.
Nel corso del 1973 mentre Renato Curcio e Margherita Cagol a Torino organizzarono e portarono a termine i brevi sequestri di Bruno Labate, sindacalista della CISNAL, e di Ettore Amerio, dirigente della Fiat, Mario Moretti, rimasto a Milano, fu tra i componenti del nucleo armato che il 28 giugno 1973 effettuò il sequestro dell'ingegnere dell'Alfa Romeo Michele Mincuzzi. Il sequestrato venne trasferito in una base, interrogato e subito rilasciato con un cartello propagandistico appeso al collo. In questa fase Moretti era un personaggio conosciuto dagli inquirenti e il 16 maggio 1973 la Questura di Milano inviò una nota informativa al Ministero dell'interno in cui egli veniva definito "uno dei maggiori esponenti delle Brigate Rosse" ed un "elemento di speciale pericolosità"; tuttavia nelle successive inchieste delle autorità il suo nome non comparve nell'elenco dei principali terroristi identificati dopo il sequestro Amerio.
Mario Moretti non prese parte direttamente alla cosiddetta "operazione Girasole", il sequestro del magistrato Mario Sossi a Genova il 18 aprile 1974, la prima azione di rilievo nazionale delle Brigate Rosse; egli rimase a Milano, mentre il rapimento venne organizzato e diretto soprattutto da Alberto Franceschini e Margherita Cagol con la partecipazione di altri militanti. Moretti e Curcio non furono coinvolti materialmente ma, essendo tra i membri del Comitato Esecutivo, vennero informati di tutti gli sviluppi della situazione e condivisero con Franceschini e la Cagol le decisioni fondamentali prese dall'organizzazione durante il sequestro. Nell'ultima fase della vicenda, Moretti entrò in acceso contrasto con Franceschini e si oppose all'intenzione di quest'ultimo di liberare Sossi anche senza contropartita da parte delle autorità. Moretti avrebbe proposto invece di uccidere l'ostaggio, mentre Curcio consigliò di consultare tutti i militanti; Franceschini e la Cagol agirono di propria iniziativa e liberarono Sossi il 23 maggio 1974.
L'8 settembre 1974 Renato Curcio e Alberto Franceschini furono arrestati a Pinerolo dai carabinieri del generale Carlo Alberto dalla Chiesa grazie alle informazioni fornite dall'infiltrato Silvano Girotto, un ex frate soprannominato "frate Mitra" già guerrigliero in Sudamerica. Anche Mario Moretti aveva avuto contatti con Girotto che lo descrisse "di notevole cultura, anche politica, una forte decisione, una carica di mistica accentuata e un forte odio". Egli tuttavia non fu coinvolto nell'operazione antiterrorismo di Pinerolo e non fu arrestato. Dalle testimonianze successive sembra che una telefonata anonima informò i brigatisti dell'imminente cattura di Curcio; Moretti riferisce nelle sue memorie che fece ripetuti tentativi di avvertire il capo brigatista o di intercettarlo prima dell'appuntamento con Girotto. Per una serie di circostanze i tentativi fallirono e i due dirigenti caddero in trappola. Questo avvenimento ha sollevato polemiche per anni tra i brigatisti e in particolare Franceschini ha accusato Moretti per la sua inettitudine e ha sollevato dubbi sull'intera dinamica della vicenda.
Margherita Cagol e Mario Moretti erano i principali dirigenti del Comitato Esecutivo rimasti ancora liberi e cercarono di superare la crisi seguita alla cattura di Curcio, Franceschini e di altri militanti nella seconda metà del 1974. La Cagol organizzò, nonostante i dubbi di Moretti, un'operazione per far evadere il marito dal carcere di Casale Monferrato; il 18 febbraio 1975 il tentativo ebbe successo: un gruppo di cinque brigatisti, tra cui la Cagol e Moretti, riuscì a liberare Curcio che riprese la sua attività nelle Brigate Rosse soprattutto contribuendo all'elaborazione della risoluzione della Direzione Strategica dell'aprile 1975 che teorizzava la necessità di un salto di qualità della lotta armata.
Dopo la morte di Margherita Cagol nello scontro a fuoco della Cascina Spiotta d'Arzello del 5 giugno 1975 seguito al rapimento di Vittorio Vallarino Gancia, Renato Curcio rimase a Milano mentre Mario Moretti si trasferì a Genova dove, nonostante i duri colpi subiti da parte delle forze dell'ordine, le Brigate Rosse iniziarono a costituire una nuova colonna. Moretti organizzò le prime azioni, guidando il nucleo che rapinò l'8 ottobre 1975 la filiale della Cassa di Risparmio di Genova e Imperia all'interno dell'ospedale San Martino e dirigendo il breve sequestro dimostrativo il 22 ottobre 1975 del capo del personale della Ansaldo Meccanico Nucleare Vincenzo Casabona. Queste due azioni condotte con successo da Moretti confermarono la sua reputazione di militante risoluto, abile nell'attività tecnico-militare operativa.

### Al vertice delle Brigate Rosse

La foto segnaletica di Mario Moretti che comparve per anni su tutti i giornali italiani

Dopo la cattura di Renato Curcio il 18 gennaio 1976 e di Giorgio Semeria il 22 marzo 1976 le Brigate Rosse sembrarono in difficoltà apparentemente irreversibile. I militanti clandestini ancora attivi erano pochissimi; il nuovo Comitato Esecutivo era ora costituito da Moretti, il dirigente più esperto e clandestino da più lungo tempo tra i superstiti, Lauro Azzolini e Franco Bonisoli, originari del gruppo reggiano, e Rocco Micaletto. Nonostante le difficoltà Mario Moretti e gli altri militanti decisero di proseguire la lotta armata e di potenziare soprattutto l'aspetto organizzativo e logistico per iniziare una fase più attiva di tipo militare accrescendo il numero e la violenza degli attacchi agli apparati dello stato. Furono soprattutto Moretti e Azzolini, responsabili anche del "Fronte Logistico", che spinsero per questo cambio di strategia e per un'accentuazione delle regole di rigida compartimentazione e di efficienza militare.
In questa fase Mario Moretti era stato nuovamente oggetto di critiche e sospetti da parte di altri militanti; le apparentemente dubbie circostanze degli arresti di Curcio e Semeria spinsero i due a ventilare la possibilità che Moretti fosse responsabile della loro cattura e forse un informatore delle forze dell'ordine. Moretti aveva dormito nell'appartamento di Curcio la notte prima dell'arresto e si era poi allontanato al mattino prima dell'intervento dei carabinieri, mentre Semeria era stato catturato su un treno dopo una segnalazione anonima. I brigatisti in carcere promossero quindi, attraverso Azzolini e Bonisoli, una inchiesta interna riservata per verificare il comportamento di Moretti che peraltro fu completamente scagionato; egli protestò per questi sospetti e ottenne le scuse dei compagni detenuti.

Il magistrato Francesco Coco, ucciso insieme agli uomini della sua scorta a Genova l'8 giugno 1976 da un nucleo armato brigatista guidato da Mario Moretti.

Nonostante le critiche espresse dai militanti già in carcere, quindi Moretti e gli altri dirigenti decisero di portare avanti i loro progetti e di sopprimere il "Fronte di massa", limitando per il momento i contatti con i movimenti di protesta presenti nella società, e di sferrare soprattutto una serie di attacchi cruenti per dimostrare la capacità e la pericolosità dell'organizzazione; Moretti guidò questa nuova fase dimostrando notevoli doti di organizzatore e una fredda determinazione. Il Comitato Esecutivo decise anche di espandere territorialmente la struttura delle Brigate Rosse costituendo nuove colonne a Genova e a Roma. La prima azione della nuova strategia brigatista venne effettuata l'8 giugno 1976 proprio a Genova: nell'agguato di salita Santa Brigida un nucleo armato di cinque militanti, guidato da Mario Moretti, uccise il magistrato Francesco Coco e i due uomini della sua scorta. Fu il primo attentato mortale pianificato dai brigatisti ed ebbe vasta risonanza sgomentando l'opinione pubblica, impressionando gli ambienti dell'estrema sinistra e favorendo la situazione dei detenuti del gruppo storico imputati nel processo in corso a Torino che venne sospeso dopo l'agguato.
A gennaio del 1977 Mario Moretti diresse personalmente il nucleo operativo che sequestrò a Genova l'industriale Pietro Costa; il rapimento si concluse dopo alcuni mesi con pieno successo. L'ostaggio venne liberato e le Brigate Rosse ottennero un cospicuo riscatto in denaro che venne recuperato a Roma da Moretti, Valerio Morucci e Adriana Faranda. Con queste risorse finanziarie il Comitato Esecutivo poté quindi espandere l'attività e l'organizzazione del gruppo approntando nuove strutture logistiche, immettendo lentamente in clandestinità nuovi militanti e potenziando tutte le colonne. Le Brigate Rosse dirette da Moretti mostrarono durante il 1977 una spietata capacità di intervento militare; costituite ora principalmente da militanti di estrazione operaia e proletaria, portarono a termine una lunga serie di omicidi e ferimenti contro magistrati, avvocati, forze dell'ordine, dirigenti industriali, politici e giornalisti, senza cedimenti e senza permettere alle forze dell'ordine di raggiungere alcun risultato investigativo importante.
Descritto nei ricordi dei suoi compagni come intelligente, freddo, determinato, buon organizzatore ed esperto dal punto di vista logistico, Moretti, prudente e metodico, era anche molto duro ed estremamente aggressivo nei rapporti con gli altri militanti. Patrizio Peci lo descrive come "furbo, abile", "politicamente preparatissimo", "sempre all'erta, scostante con tutti". Nonostante le critiche dei militanti del nucleo storico che lo accusavano di scarsa attenzione alle spinte eversive di massa presenti in Italia e di aver costruito una "macchina priva di anima" formata soprattutto da operai secondo il modello di una fabbrica con "dirigenti, capireparto, operai specializzati", Moretti, insieme agli altri membri del Comitato Esecutivo, impose la sua visione organizzativa delle Brigate Rosse, ritenuta l'unica in grado di sviluppare realmente la lotta armata, resistendo alla "repressione", e di favorire la formazione di un vero "partito comunista combattente".
Le autorità inquirenti non sembrarono cogliere in questo periodo i cambiamenti in corso nella struttura e nella strategia delle Brigate Rosse e non compresero il ruolo decisivo di Moretti all'interno della dirigenza dell'organizzazione terroristica; subito dopo la cattura di Curcio si ritenne che il nuovo capo fosse Corrado Alunni che paradossalmente invece era già uscito dalle Brigate Rosse e stava formando un nuovo gruppo autonomo di lotta armata. Mario Moretti pur essendo ufficialmente latitante dal maggio 1972 e pur essendo oggetto di mandato di cattura, era ancora considerato un personaggio minore.

### "Attacco al cuore dello Stato": il sequestro Moro
A partire dal 1975 Mario Moretti, ora conosciuto come "Maurizio", si trasferì per lunghi periodi a Roma insieme a Franco Bonisoli "Luigi" e Maria Carla Brioschi "Monica" per organizzare una nuova colonna brigatista e sviluppare la lotta armata nella capitale per il cosiddetto "attacco al cuore dello Stato". Grazie soprattutto alla sua capacità organizzativa e alla sua fredda efficienza, si riuscì a costituire la nuova colonna approntando appartamenti, basi logistiche ed una stamperia; nuovi e capaci militanti come Valerio Morucci, Adriana Faranda, Bruno Seghetti, Barbara Balzerani furono inseriti nell'organizzazione.

Agguato di via Fani il mattino del 16 marzo 1978. Mario Moretti guidava la Fiat 128 con targa CD che bloccò le auto di Aldo Moro e della scorta.

Raggiunto a Roma alla fine del 1977 da Prospero Gallinari, evaso dal carcere di Treviso, Moretti ebbe un ruolo decisivo nella progettazione della cosiddetta "campagna di primavera", culminata nell'agguato di via Fani e nel sequestro di Aldo Moro, il presidente della Democrazia Cristiana. Sui motivi della scelta dell'obiettivo, alcuni autori hanno evidenziato come il progetto brigatista, pianificato principalmente da Moretti, fosse oggettivamente funzionale ad impedire il concretizzarsi di un accordo di governo tra Democrazia Cristiana e Partito Comunista Italiano come auspicato da Aldo Moro e quindi hanno ventilato la possibilità che il dirigente delle Brigate Rosse avesse agito in questo senso su indicazioni esterne occulte. Questa interpretazione è stata totalmente respinta da Moretti e da tutti gli altri brigatisti coinvolti nel sequestro: secondo loro l'operazione venne pianificata nel corso di mesi dando poca importanza agli sviluppi contingenti della situazione politica; l'obiettivo sarebbe stato soprattutto quello di colpire il "partito-Stato", la DC, di sconvolgere le istituzioni e di "incendiare" i movimenti di estrema sinistra. Aldo Moro sarebbe stato scelto per la sua statura di uomo politico, per la sua lunga militanza nelle istituzioni e per la sua funzione simbolica del potere democristiano.
Il 16 marzo 1978 in via Fani, Mario Moretti era alla guida della Fiat 128 familiare bianca targata CD (corpo diplomatico); egli riuscì ad inserirsi davanti alle macchine e bloccò il convoglio delle auto di Moro, dando modo ai brigatisti del nucleo di fuoco di annientare la scorta dell'uomo politico. Dopo lo scontro a fuoco, Moretti trasferì, insieme a Raffaele Fiore e a Bruno Seghetti, Aldo Moro su una Fiat 132 e poi su un furgone che guidò personalmente fino al parcheggio sotterraneo dei Colli Portuensi. Dopo un ultimo trasbordo, Moretti trasportò il sequestrato fino all'appartamento di via Montalcini 8 dove sarebbe rimasto per tutti i 55 giorni del rapimento.
Moretti durante il sequestro alloggiò prevalentemente nell'appartamento di via Gradoli, dove era conosciuto come "ingegner Mario Borghi", insieme a Barbara Balzerani, mentre a volte si trasferì al nord per incontrare gli altri componenti del Comitato Esecutivo, Micaletto, Azzolini e Bonisoli, nelle basi di Firenze e Rapallo. Quasi ogni giorno si recava in via Montalcini per interrogare Aldo Moro e discutere con i militanti alloggiati nell'appartamento, Prospero Gallinari, Germano Maccari e Anna Laura Braghetti.
Mario Moretti coordinò tutte le fasi del sequestro Moro, scrisse personalmente i comunicati brigatisti ed elaborò, in collaborazione con gli altri membri del Comitato Esecutivo, la strategia politica del rapimento; egli ha riferito nelle sue memorie che si instaurò un rapporto di comprensione reciproca tra lui ed il sequestrato e che Moro, pur non collaborando pienamente e non fornendo informazioni di grande rilievo, fu libero sostanzialmente di scrivere le sue lettere e di condurre personalmente con disperata tenacia la lotta politica con gli esponenti dei partiti della Repubblica, e in particolare con la Democrazia Cristiana, per favorire la trattativa e la sua salvezza.

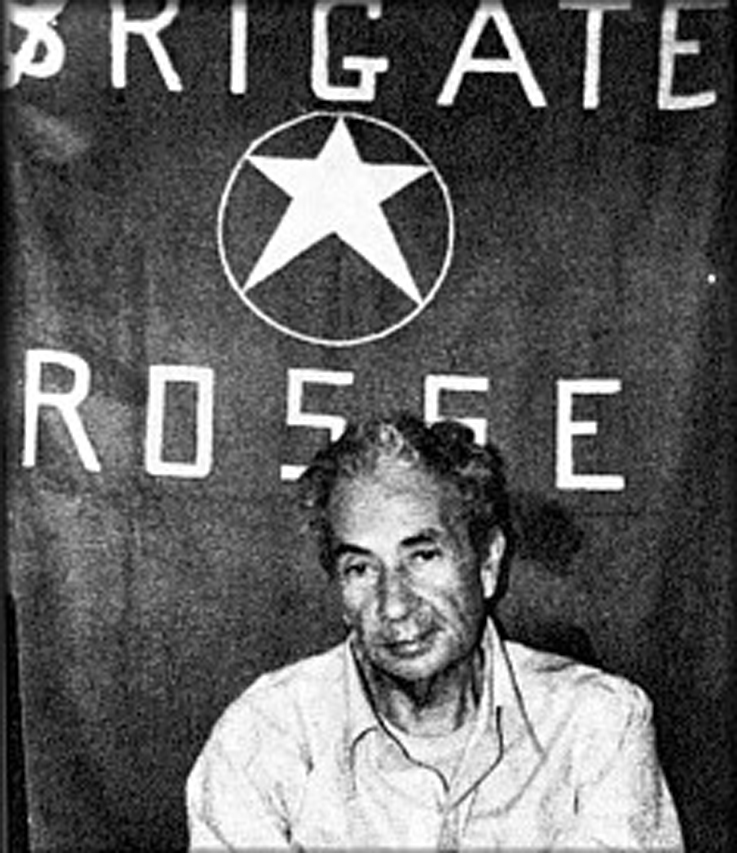
Aldo Moro nella foto diffusa dalle Brigate Rosse il 18 marzo 1978. Fu Mario Moretti a scattare la fotografia.

Il 18 aprile 1978 venne scoperta casualmente dalle forze dell'ordine per una perdita di acqua la base di via Gradoli, ma Moretti non era in casa, essendosi recato al nord per una riunione del Comitato Esecutivo, mentre anche la Balzerani era assente. Gli inquirenti quindi non ottennero risultati decisivi anche se identificarono l'"ingegner Mario Borghi" con Mario Moretti. Le circostanze della scoperta della base sono apparse dubbie per molti anni e accese polemiche si sono prolungate nel tempo; Moretti e gli altri brigatisti hanno sempre escluso misteri o interferenze esterne riguardo l'appartamento di via Gradoli.
Nella fase finale del sequestro, Moretti apparve deluso per i risultati raggiunti e sorpreso, come gli altri militanti dell'organizzazione, dalla dimostrazione di fermezza dello Stato. Pur approvando le decisioni finali degli altri componenti del Comitato Esecutivo di uccidere l'ostaggio in mancanza di una reale trattativa e del raggiungimento di obiettivi politici, apparve cosciente del fallimento complessivo dell'operazione e cercò fino all'ultimo di evitare la conclusione cruenta. Il 30 aprile 1978 effettuò personalmente di propria iniziativa da una cabina telefonica della Stazione Termini una drammatica telefonata alla moglie di Aldo Moro per sollecitare un intervento "immediato e chiarificatore" della Democrazia Cristiana che permettesse di trovare una via d'uscita accettabile per le Brigate Rosse senza uccidere il sequestrato.
Il 3 maggio infine Moretti decise di procedere all'esecuzione dell'ostaggio; nel corso di una vivace discussione, egli respinse, sostenuto da Seghetti e Balzerani, le obiezioni e le critiche di Morucci e Faranda che erano favorevoli a rinviare ancora e rilasciare l'uomo politico. Pressato anche dagli altri componenti del Comitato Esecutivo che lo invitavano a procedere secondo le indicazioni stabilite dopo aver consultato l'intera organizzazione, Moretti decise di procedere all'esecuzione. Secondo quanto raccontò dopo il 1993, si incaricò personalmente di eseguire la sentenza di morte recandosi in via Montalcini la mattina del 9 maggio 1978. Dopo aver trasferito Aldo Moro nel garage sotterraneo dell'appartamento ed averlo fatto sistemare nel bagagliaio di una Renault 4 rossa, egli - secondo quanto da lui dichiarato ma non accertato in sede processuale - uccise l'uomo politico con nove colpi di pistola Walther PPK e di mitraglietta Vz 61 Skorpion. Le circostanze esatte dell'omicidio peraltro non sono del tutto chiare e secondo alcune fonti anche Maccari avrebbe partecipato materialmente all'assassinio sparando con la Skorpion dopo l'inceppamento della pistola di Moretti.
Dopo l'omicidio, Moretti e Maccari condussero la Renault 4 con il corpo di Moro fino in via Caetani, appoggiati nell'ultimo tratto di strada da Morucci e Seghetti a bordo di una Simca; giunti sul posto, i due brigatisti abbandonarono l'auto e si allontanarono; dopo alcune ore Valerio Morucci comunicò telefonicamente ad un amico della famiglia dell'uomo politico il luogo dove sarebbe stato possibile recuperare il corpo.
Subito dopo la sanguinosa conclusione del sequestro le forze dell'ordine raggiunsero alcuni risultati: venne scoperta la stamperia brigatista in via Pio Foà a Roma utilizzata da Moretti, mentre nell'ottobre 1978 a Milano nell'appartamento di via Monte Nevoso vennero catturati alcuni componenti del Comitato Esecutivo e venne recuperata una parte del cosiddetto memoriale Moro, la memoria difensiva preparata dall'uomo politico per articolare meglio le sue risposte durante il processo. Questo materiale, di cui una parte, occultata dietro un pannello, venne ritrovato solo a distanza di dodici anni, era in corso di rielaborazione in vista della successiva diffusione da parte delle Brigate Rosse. Anche la vicenda del ritrovamento del memoriale ha suscitato polemiche ed alimentato teorie sul comportamento di Moretti, ritenuto da alcuni autori sospetto; egli aveva frequentato via Monte Nevoso ma riuscì a sfuggire ancora una volta alle forze dell'ordine; inoltre si è avanzata l'ipotesi che Moretti avesse volontariamente impedito la diffusione del memoriale che apparentemente sembrava contenere informazioni segrete di grande interesse.

### Crisi della lotta armata

Moretti in una foto degli anni ottanta.

L'esito insoddisfacente per le Brigate Rosse del sequestro Moro provocò i primi seri contrasti all'interno dell'organizzazione riguardo alle scelte politico-militari; queste divergenze minarono la coesione del gruppo dirigente e intaccarono la stessa predominante influenza di Moretti che dopo la conclusione della "campagna di primavera" lasciò Roma e si trasferì nuovamente al nord. All'inizio del 1979 Moretti intervenne nella accesa polemica in corso nella colonna romana tra i principali responsabili della direzione e la coppia Morucci e Faranda; egli contrastò le posizioni dei due brigatisti e contribuì alla decisione di sospenderli ed espellerli dall'organizzazione. In questa occasione i brigatisti detenuti del gruppo storico sostennero le posizioni ortodosse di Moretti e del Comitato Esecutivo, ma ben presto si accese una aspra polemica tra i militanti in carcere e i dirigenti ancora attivi all'esterno.
Le critiche del gruppo storico, in particolare di Franceschini e Curcio, si concentrarono soprattutto su Mario Moretti, accusato di non aver condotto con la necessaria abilità politica il sequestro Moro, di una conduzione troppo verticistica dell'organizzazione, di enfatizzare solo l'aspetto logistico-militare della lotta armata e di non saper cogliere gli elementi di ribellione "diffusa" presenti nei movimenti giovanili e nella società italiana. Moretti, conosciuto ora come "Bruno", e gli altri dirigenti del Comitato Esecutivo, Rocco Micaletto, Prospero Gallinari, Raffaele Fiore, Maria Carla Brioschi, non presero in considerazione le critiche e le proposte del gruppo dei detenuti, considerate irrealistiche nella situazione del momento di fronte alla controffensiva dello stato, e proseguirono le loro campagne "militari" sempre più violente e sanguinose colpendo la Democrazia Cristiana, le forze dell'ordine, magistrati e anche militanti del PCI collaboranti con le autorità per l'identificazione dei brigatisti nelle fabbriche. Moretti quindi approvò anche l'attentato contro Guido Rossa del gennaio 1979 eseguito da militanti della colonna genovese.
Dopo la grande risonanza nazionale e internazionale del sequestro Moro, le Brigate Rosse incrementarono numericamente i loro militanti attivi con l'afflusso di numerosi nuovi simpatizzanti e potenziarono anche i rapporti di tipo politico-logistico con una serie di organizzazioni straniere di estrema sinistra o indipendentistiche, come la RAF, l'ETA e l'IRA. Fu Mario Moretti che si occupò di sviluppare i collegamenti internazionali delle Brigate Rosse e in alcune occasioni si recò in Francia, accompagnato spesso da Lauro Azzolini, Riccardo Dura o Anna Laura Braghetti. Moretti si impegnò personalmente anche a rafforzare l'equipaggiamento militare disponibile effettuando, insieme a Dura e Fulvia Miglietta, il trasferimento di armi attraverso impervi passi di montagna sul confine francese e soprattutto recandosi in Libano nell'estate 1979 a bordo della barca "Papago" accompagnato da Riccardo Dura, dirigente della colonna genovese e marittimo di professione, da Sandro Galletta e da Massimo Gidoni, proprietario dell'imbarcazione. Il movimentato viaggio nel Mar Mediterraneo si concluse con successo; Moretti e gli altri brigatisti entrarono in contatto con una fazione dell'OLP e ottennero un cospicuo quantitativo di armi pesanti che vennero trasferite in Italia e distribuite alle varie colonne mentre una parte vennero inviate ad altre organizzazioni terroristiche europee. Alcuni autori hanno interpretato questa attività di Moretti all'estero come una conferma del suo ruolo equivoco all'interno delle Brigate Rosse e del suo preteso collegamento con oscure centrali di terrorismo internazionale, forse coordinate dalla scuola Hyperion di Parigi, impegnate a manovrare e strumentalizzare i gruppi armati. Moretti e altri brigatisti partecipi dei fatti hanno sempre respinto decisamente tutte queste accuse.
Nell'autunno 1979 giunse al culmine la tensione e il contrasto tra i brigatisti detenuti del gruppo storico e Moretti e gli altri componenti del Comitato Esecutivo, Riccardo Dura, Rocco Micaletto e Bruno Seghetti; in precedenza l'organizzazione aveva deciso di rinunciare per difficoltà tecnico-operative ad un ambizioso piano per far evadere dal carcere speciale dell'Asinara in Sardegna i militanti prigionieri. L'abbandono del tentativo di liberarli esacerbò ancor più gli animi dei brigatisti del nucleo storico che prepararono e diffusero clandestinamente un lungo documento di analisi politica che criticava aspramente l'operato dei militanti esterni e soprattutto di Moretti.
Le tesi esposte nel cosiddetto "documentone" vennero bruscamente respinte da Moretti e dagli altri dirigenti; i detenuti quindi richiesero la convocazione della Direzione Strategica e le dimissioni dei membri del Comitato Esecutivo. Nella successiva riunione del dicembre 1979 nell'appartamento di via Fracchia a Genova però venne rinnovata la fiducia in Moretti e negli altri componenti del Comitato e le proposte dei brigatisti del nucleo storico vennero considerate velletarie e inapplicabili. Il 1980 quindi si aprì con una nuova ondata di continui attentati sempre più cruenti da parte di tutte le colonne brigatiste, diretti in particolare contro le forze dell'ordine ed i cosiddetti "apparati repressivi" dello stato, in linea con la strategia politico-militare degli anni precedenti nonostante il crescente isolamento dei terroristi ed il progressivo e definitivo distacco della classe operaia e dei movimenti giovanili dalla lotta armata.

### Sconfitta della lotta armata e arresto di Moretti

Mario Moretti guidò il nucleo brigatista che uccise tre agenti di polizia l'8 gennaio 1980 nell'agguato di via Schievano a Milano.

Mario Moretti partecipò personalmente a questa nuova offensiva militare guidando a Milano il sanguinoso agguato di via Schievano dell'8 gennaio 1980 dove vennero uccisi tre agenti di polizia impegnati nel controllo del territorio. All'inizio del nuovo anno quindi le Brigate Rosse sembravano tornate all'attacco ed erano attive sia nelle grandi città del nord sia in Veneto, a Roma e a Napoli. In realtà a partire dalla cattura il 19 febbraio 1980 e dalla successiva collaborazione con i carabinieri di Patrizio Peci, dirigente della colonna di Torino, lo stato poté finalmente raggiungere risultati importanti, individuando in poche settimane basi logistiche e appartamenti, catturando molti militanti e disgregando le colonne di Torino e di Genova. In particolare nel capoluogo ligure i carabinieri fecero irruzione nell'appartamento di via Fracchia e uccisero quattro brigatisti, tra cui Riccardo Dura. Moretti, che scrisse il documento di commemorazione per la morte dei quattro militanti, sfuggì ancora una volta all'arresto ma le testimonianze di Peci per la prima volta rivelarono agli inquirenti il ruolo predominante di Moretti all'interno delle Brigate Rosse e le sue responsabilità nei principali crimini dell'organizzazione e soprattutto nel sequestro Moro.
Alla metà del 1980 le Brigate Rosse mostrarono chiari segni di crisi e di fenomeni di disgregazione: mentre continuava l'esplicita critica interna da parte dei militanti detenuti del gruppo storico, all'esterno la colonna di Milano "Walter Alasia", riorganizzata con nuovi militanti e fortemente inserita nella realtà operaia della città, polemizzò fortemente con la direzione di Moretti, sostenne l'esigenza di ancorare maggiormente la lotta armata alla realtà socio-economica ed iniziò ad agire in modo autonomo rivendicando l'indipendenza politico-organizzativa. Mario Moretti e gli altri componenti del Comitato Esecutivo, Francesco Lo Bianco, Antonio Savasta, Barbara Balzerani e Luigi Novelli cercarono di ricomporre l'unità delle Brigate Rosse e di trovare un accordo con i militanti della colonna milanese nel corso di una serie di riunioni della Direzione Strategica nell'estate 1980.
Nel corso delle riunioni di Tor San Lorenzo e di Santa Marinella fallirono i tentativi di Moretti di fermare l'azione autonoma e riprendere il controllo della colonna milanese "Walter Alasia" che in pratica da quel momento ruppe i rapporti con l'organizzazione e agì in modo indipendente. Tuttavia nonostante questo fallimento Moretti e gli altri membri del Comitato Esecutivo riuscirono a trovare l'accordo con le altre colonne per organizzare una nuova strategia incentrata principalmente sulla questione carceraria e sul problema dei militanti detenuti nelle cosiddette "carceri speciali". Grazie anche all'attività e alla capacità di Giovanni Senzani, nuovo responsabile del "Fronte delle carceri", le Brigate Rosse ottennero il loro ultimo grande successo nell'inverno 1980-1981 sequestrando a Roma il magistrato Giovanni D'Urso, direttore della Direzione generale degli istituti di prevenzione e pena del Ministero di Grazia e Giustizia. Mario Moretti, tornato a Roma e conosciuto con il nuovo nome di battaglia di "Paolo", guidò il nucleo operativo, composto da sei brigatisti, che sequestrò il magistrato il 12 dicembre 1980.

Mario Moretti nella foto scattata il giorno del suo arresto il 4 aprile 1981.

Durante il rapimento Mario Moretti non si occupò dell'interrogatorio del prigioniero che venne lasciato a Giovanni Senzani, ma rimase nella capitale e si incaricò della gestione politica del sequestro e della compilazione dei vari comunicati distribuiti dalle Brigate Rosse. L'operazione D'Urso, terminata con il rilascio dell'ostaggio il 15 gennaio 1981, si concluse in modo favorevole dal punto di vista propagandistico per l'organizzazione ma ben presto ulteriori divisioni minarono definitivamente la solidità del gruppo. Giovanni Senzani, che aveva dimostrato abilità e durezza, in febbraio 1981 prese la direzione della colonna di Napoli e iniziò a sua volta a svolgere un'attività autonoma distaccandosi dalle direttive politico-operative del Comitato Esecutivo di Moretti, Balzerani, Savasta, Lo Bianco e Novelli e avvicinandosi alle posizioni ideologiche dei brigatisti detenuti del nucleo "storico".
Nel tentativo di ricomporre l'unità delle Brigate Rosse, Moretti fece un ultimo sforzo per trovare un accordo con i militanti della colonna milanese "Walter Alasia". Dopo il fallimento della Balzerani, che era stata aspramente criticata dai componenti della "Walter Alasia", Moretti si recò personalmente a Milano insieme a Enrico Fenzi, trascurando alcune precauzioni di sicurezza, per cercare di ricostituire un gruppo nel capoluogo lombardo fedele alle direttive del Comitato Esecutivo. Il dirigente brigatista però si trovò isolato a Milano e, privo di collegamenti sicuri, entrò in contatto con personaggi equivoci in qualche modo in contatto col capo della squadra mobile di Pavia Ettore Filippi. Il 4 aprile 1981 Mario Moretti, dopo una latitanza di oltre nove anni, venne arrestato in strada a Milano mentre si recava insieme a Fenzi ad un appuntamento con un malvivente tossicodipendente informatore della polizia.
Moretti, armato di una pistola Browning HP, non oppose resistenza all'arresto e si limitò ad urlare subito, alla vista degli agenti: "Sono Mario Moretti, mi dichiaro prigioniero politico!" per fare in modo che la sua cattura fosse subito conosciuta dal maggior numero di testimoni possibile nel tentativo di evitare che gli inquirenti mantenessero riservata la notizia. Moretti e Fenzi rifiutarono di rispondere alle domande, furono mantenuti in isolamento e dopo un mese vennero processati per il possesso di armi e documenti falsi; Moretti venne condannato a otto anni di reclusione. Nelle sue memorie il dirigente brigatista ricorda che reagì all'arresto con la considerazione che ora "avrebbe riposato per molto tempo"; il ministro degli Interni Virginio Rognoni parlò di "più bella giornata da quando sono ministro".

### Il carcere

Mario Moretti in carcere nel 1981.

Durante la detenzione Mario Moretti non collaborò con le autorità, si rifiutò di rispondere alle domande degli inquirenti e mantenne un atteggiamento di distacco e di riserbo nei confronti delle polemiche e dei contrasti in corso tra i vari raggruppamenti in cui si era frammentata l'organizzazione dopo il suo arresto. In teoria egli rimase parte del cosiddetto "Partito Comunista Combattente", che in pratica seguì gli indirizzi delle Brigate Rosse ortodosse ed indicò la strada della cosiddetta "Ritirata strategica", ma in realtà fu del tutto marginalizzato. Moretti riferisce nelle sue memorie che egli era ormai convinto dell'impossibilità di continuare e considerava necessario interrompere la lotta armata ed iniziare una riflessione politica collettiva.
Nel corso dei processi degli anni ottanta Moretti non collaborò mai con la giustizia e si rifiutò sempre di testimoniare, tanto che in molti sono convinti che Moretti sia uno degli ultimi depositari dei segreti del Caso Moro. Dopo aver rilasciato nel 1985 una prima intervista a Giorgio Bocca, nell'aprile 1987 redasse insieme a Renato Curcio, Maurizio Iannelli e Pietro Bertolazzi un documento in cui veniva considerata conclusa la parabola delle Brigate Rosse e il fallimento della lotta armata, ma si rifiutava ogni dissociazione dalla storia dell'organizzazione. Nel marzo 1988 Moretti rilasciò, insieme a Curcio ed a Barbara Balzerani, una lunga intervista televisiva in cui ribadì queste posizioni e propose la ricerca di una "soluzione politica" per chiudere storicamente il periodo del terrorismo.
Preceduto nel 1993 da una serie di anticipazioni, venne pubblicato nel 1994 il libro-intervista di Rossana Rossanda e Carla Mosca con Mario Moretti, dal titolo Brigate rosse: una storia italiana, in cui il dirigente brigatista confermò alcuni particolari nuovi emersi dalle indagini sul sequestro Moro, dichiarò di essere stato l'autore materiale dell'omicidio dell'uomo politico democristiano e rivendicò orgogliosamente il suo ruolo decisivo nella storia dell'organizzazione. La casa editrice che pubblicò il volume fu l'Anabasi, che venne creata poco tempo prima da Sandro D'Alessandro, uno dei collaboratori di Corrado Simioni, e chiuse i battenti dopo tre anni. Nel libro Moretti afferma con forza la sua tesi fondamentale che le Brigate Rosse furono un fenomeno interamente originale, sorto nella realtà sociale, economica e politica italiana, non sottoposto a controlli o condizionamenti esterni, cresciuto, sviluppatosi e decaduto in contemporanea e in conseguenza delle dinamiche di lotta di classe presenti nel corso degli anni sessanta e settanta in Italia. Moretti ha inoltre respinto recisamente le insinuazioni ed i sospetti sul suo ruolo e sul suo comportamento presentati in vari occasioni da alcuni scrittori e dal suo ex compagno Alberto Franceschini; altri autori, la quasi totalità degli altri brigatisti e lo stesso Francesco Cossiga hanno sempre affermato di considerare del tutto inattendibili le accuse rivolte a Moretti.
Condannato a sei ergastoli nel processi per i crimini commessi dalle varie colonne brigatiste di cui fu partecipe sia direttamente sia nel ruolo di dirigente del Comitato Esecutivo responsabile delle decisioni politico-militari, Mario Moretti nel luglio 1997 ha ottenuto grazie ai benefici di legge la semilibertà pur mostrando ancora, secondo la relazione dei giudici, "un atteggiamento altero" e avere "solo a tratti" dato la sensazione di "provare compassione" per il dolore causato alle vittime. Attualmente risiede a Milano. Di giorno svolge lavoro esterno dove ha la possibilità di vedere sua figlia, Caterina Moretti nata nel 1996, e la moglie, giornalista conosciuta in carcere, mentre di notte ha l'obbligo di rientro in carcere. Recentemente è stato reso pubblico che nel 2004 e nel 2005, con l'autorizzazione del giudice di sorveglianza, l'ex brigatista ha incontrato gli studenti di un corso di giornalismo, organizzato dalla Provincia di Milano, di cui esiste una testimonianza filmata in integrale. In seguito a questo incontro Moretti ha scritto una lettera al docente del corso, il giornalista Enrico Fedocci, dopo aver letto gli articoli che gli studenti avevano scritto su di lui. Nella missiva Moretti sintetizza le proprie impressioni su quanto i giovani avevano riferito di lui nei loro articoli di esercitazione e scrive "Le BR sono uno specchio per tutti".
Il carcere che lo ospita dal 2022 è quello di Verziano: dalla  fine del 2022 vive, come scrive il Giornale di Brescia in un appartamento dove c'è il suo nome scritto sul citofono con un pennarello. Deve rimanere in carcere dalle 22 alle 7 del giorno successivo.
Dal 2023 svolge attività di volontariato per un’associazione bresciana in modalità smart working: Moretti lavora dal nuovo domicilio bresciano e per due giorni alla settimana può recarsi negli uffici di una Rsa.

#### L'aggressione nel 1981

Mario Moretti anni 80

Trasferito nel carcere di Cuneo, Moretti subì la mattina del 2 luglio 1981 una grave aggressione, durante la passeggiata in cortile nell'ora d'aria, da parte di un detenuto comune: l'ergastolano Salvador Farre Figueras. Avventatosi contro di lui all'improvviso, lo ferì seriamente, colpendolo con una lama rudimentale ricavata affilando un pezzo di metallo, al braccio e alla mano, prima di essere bloccato dall'intervento degli altri detenuti. Il brigatista venne prima soccorso da Enrico Fenzi, a sua volta ferito al torace, e poi da altri detenuti e scampò alla morte; trasferito all'ospedale di Pisa fu operato e curato. Figueras, in carcere in quanto condannato per l'omicidio di due carabinieri e unico detenuto comune presente nel cortile, in mezzo agli altri che erano tutti detenuti politici, due anni prima, nel settembre 1979, aveva già ucciso con una lama Salvatore Cinieri, militante di Azione rivoluzionaria, nelle carceri Nuove di Torino. Salvatore Cinieri sarebbe stato ucciso perché aveva protetto un altro detenuto, sospettato di aver fatto fallire con una sua delazione un'evasione dal carcere Pianosa, garantendo per lui. In seguito il detenuto protetto da Cinieri si pentì e per questo Cinieri fu ritenuto oggettivamente responsabile per averlo protetto; del tentativo di uccisione di Moretti invece non si conoscono le motivazioni. Un anno prima, sempre nel carcere di Cuneo, Emanuele Attimonelli, nappista, aveva ammazzato con un punteruolo Ugo Benazzi, rapinatore torinese.

Sulle motivazioni di Figueras le interpretazioni di chi ne ha scritto sono discordanti: Enrico Fenzi ritiene possibile che si trattasse di una vendetta delle forze dell'ordine in un periodo in cui le Brigate Rosse avevano in corso contemporaneamente quattro sequestri di persona, mentre Roberto Ognibene considera l'atto di Figueras un'azione personale del detenuto per ottenere di essere trasferito in un altro carcere. Sergio Flamigni ritiene l'aggressione un oscuro avvertimento rivolto a Moretti, mentre proprio quest'ultimo ha affermato che Figuereas lo aggredì per ucciderlo, senza specificare un motivo.

## La presunta ambiguità di Moretti
Sulla presunta ambiguità della figura di Moretti si soffermano sia la Commissione parlamentare stragi sia le stesse Brigate Rosse. Ritenuto, infatti, per un certo periodo un infiltrato della polizia o dei servizi segreti Moretti venne messo sotto inchiesta dall'esecutivo brigatista, insospettito dal fatto che fosse sfuggito per lungo tempo agli arresti e alle imboscate tese da polizia e carabinieri che avevano decimato lo stato maggiore delle Brigate Rosse. Ma sul suo conto non emerse nulla. Per alcuni i dubbi e le perplessità su sue possibili contiguità con quell'area eterogenea che coinvolge terrorismo internazionale, servizi segreti dell'Est e dell'Ovest, malavita organizzata che ruotava attorno al gruppo francese dell'Hyperion di Corrado Simioni sono addirittura più consistenti. Su questi aspetti il deputato comunista Valter Bielli, membro della Commissione stragi, scrive una lunga relazione il cui contenuto è ampiamente ripreso nel libro di Sergio Flamigni La sfinge delle Brigate rosse: Delitti, segreti e bugie del capo terrorista Mario Moretti. Tuttavia al momento nessuno è stato in grado di produrre prove documentali che rendessero concreta una delle piste sopra esposte. Francesco Cossiga bollò come «fantapolitica» tali tesi.